# Josef Mitscha von Märheim
Josef Mitscha von Märheim (* 14. Januar 1828 in Jaromeritz als Josef Mitscha-Märheim; † 22. August 1907 in Mistelbach) war ein Jurist, Bankfachmann und Politiker im Kaisertum Österreich.

## Leben
Mitscha-Märheim studierte an der Universität Wien und promovierte 1857 zum Dr. jur. Ab 1864 arbeitete er als Hof- und Gerichtsadvokat. Im Laufe seiner Karriere erlangte er erheblichen Einfluss auf das Bankwesen. Er war unter anderem Vorstandsmitglied verschiedener Banken, Verwaltungsratspräsident der Nordwestbahn und Vorstandsmitglied der Gartenbaugesellschaft. Besondere Verdienste erwarb er sich im Zusammenhang mit der Einführung des Raiffeisenkassenwesens. 1872 wurde er nobilitiert und durfte fortan den Titel Ritter von Märheim tragen. Im selben Jahr kaufte er das Gut Ebendorf, wo er eine Edelobstplantage und einen Park anlegen ließ. Von 1878 bis 1896 vertrat er die Großgrundbesitzer als Abgeordneter im Landtag von Niederösterreich.
Josef Mitscha von Märheim starb am 22. August 1907 in Mistelbach und wurde am Hietzinger Friedhof beigesetzt.